# Pyrophanes semilimbata
Pyrophanes semilimbata is een keversoort uit de familie glimwormen (Lampyridae). De wetenschappelijke naam van de soort werd voor het eerst geldig gepubliceerd in 1883 door E. Olivier als Luciola semilimbata.